# Ribaud
Een ribaud of ribaudwachter was de benaming in het graafschap Vlaanderen voor een middeleeuws ambtenaar die waakte over de stedelijke veiligheid. Ribaudwachters pasten het ribaudenrecht toe binnen de stadsmuren van onder meer de stad Gent.

## Algemeen
Het woord ribaud zou afkomstig zijn vanuit het Oudfrans met de betekenis van losbandig.  Een ribaud was een soort middeleeuwse politieagent die het ribaudenrecht toepaste en moest toezien op overtredingen en losbandigheden. Zij waren deel van een stedelijke militie met aan het hoofd de coninc der ribauden. 
De algemene taak van de ribauden was het voorkomen en bestrijden van vervuiling, schade en gezondheidsrisico's. Ze mochten binnen de stadsmuren personen die geen poorter of buitenpoorter waren, arresteren en zonder vorm van proces verwijderen uit de stad. Ze traden ook op als politie op en rond voedselmarkten, tegen bedelaars en ze hielden toezicht op spelhuizen en huizen van ontucht. In tijden van de pest zagen zij toe op de bijkomende gezondheidsmaatregelen. Ze waren verantwoordelijk voor het onderhoud van het belegmateriaal zoals de kanonnen en katapulten, welke ze in woelige tijden ook bedienden.
Het woord ribaud werd ook gebruikt voor de losbandige personen en de kanonnen die de ribaudwachters bedienden.